# Ipswich, Queensland
Ipswich är en ort i Australien. Den ligger i kommunen Ipswich och delstaten Queensland, omkring 30 kilometer sydväst om delstatshuvudstaden Brisbane. Antalet invånare är 140 181.
Runt Ipswich är det tätbefolkat, med 356 invånare per kvadratkilometer.. Ipswich är det största samhället i trakten.
I omgivningarna runt Ipswich växer huvudsakligen savannskog. Genomsnittlig årsnederbörd är 1 252 millimeter. Den regnigaste månaden är januari, med i genomsnitt 248 mm nederbörd, och den torraste är oktober, med 34 mm nederbörd.